# Çorum FK
El Çorum FK es un equipo de fútbol de Turquía que juega en la TFF Primera División, la segunda categoría nacional.

## Historia
Fue fundado en el año 1997 en la ciudad de Çorum con el nombre Çorum Belediyespor, donde fue un equipo aficionado hasta que ganó la Bölgesel Amatör Lig en 2011/12 y logró el ascenso a la TFF Tercera División.
El 20 de diciembre de 2018 cambia su nombre por el de Yeni Çorumspor, y en noviembre de 2019 inicia el proceso para absorber al Çorumspor. El 24 de diciembre de 2019 el club pasa a llamarse Çorum FK cuando absorbe oficialmente al Çorumspor.

## Palmarés
- TFF Segunda División: 1

2022/23
- Bölgesel Amatör Lig: 1

2011/12